# 格雷厄姆島
53°40′N 132°30′W / 53.667°N 132.500°W

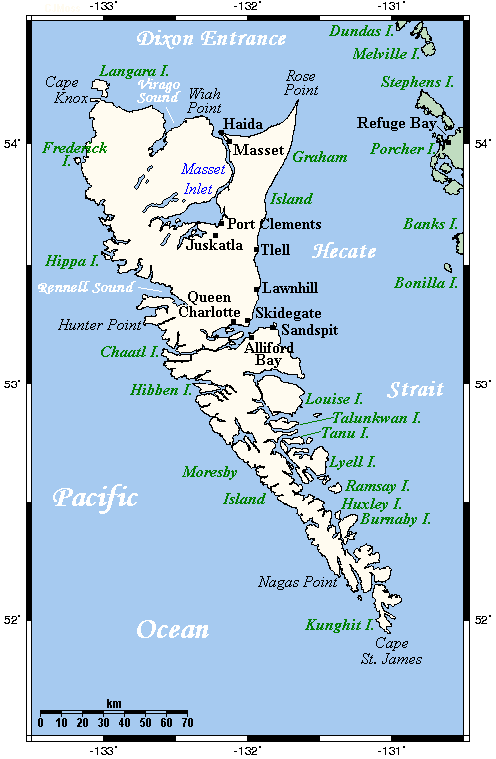

格雷厄姆島是加拿大的島嶼，位於太平洋海域，屬於夏洛特皇后群島的一部分，由卑詩省負責管轄，面積6,361平方公里，最高點海拔高度1,250米，2001年人口4,475。

## 外部連結
- Sea islands, Natural Resources Canada Atlas of Canada